# Béraude
Die Béraude ist ein kleiner Fluss in Frankreich, der im  Département Creuse in der Region Nouvelle-Aquitaine verläuft. Sie entspringt im nördlichen Gemeindegebiet von Saint-Junien-la-Bregère, entwässert generell Richtung Westnordwest und mündet nach rund 15 Kilometern im Gemeindegebiet von Saint-Pierre-Chérignat als rechter Nebenfluss in die Vige.

## Orte am Fluss
(Reihenfolge in Fließrichtung)
- Les Bruges de Bouzogles, Gemeinde Bourganeuf
- La Cour, Gemeinde Montboucher
- Montboucher
- Pradaude, Gemeinde Saint-Amand-Jartoudeix
- Védrenas, Gemeinde Montboucher
- Le Moulin de chez Lord, Gemeinde Saint-Pierre-Chérignat